# Сенные Луды (острова, Баренцево море)
Сенны́е Лу́ды — группа из трёх близкорасположеных небольших скалистых островов размерами от 130 м до 200 м каждый и несколько возвышающихся над поверхностью воды камней, находящиеся в губе Ура Баренцева моря вблизи (на расстоянии 100—170 м) от южной оконечности острова Шалим. Расстояние между крайними островами составляет около 700 м. Один из островов Сенные Луды соединяется с островом Шалим пересыхающей во время отлива каменистой отмелью.
В летнее время острова покрываются обильной травянистой растительностью. Вероятно, это дало основания для названия островов, в прежнее время использовавшихся для заготовки сена. Наличие такого же топонима — островов Сенные Луды в составе Соловецкого архипелага косвенно указывает на единый источник колонизации побережий Белого и Баренцева морей.